# Norbert Trippen

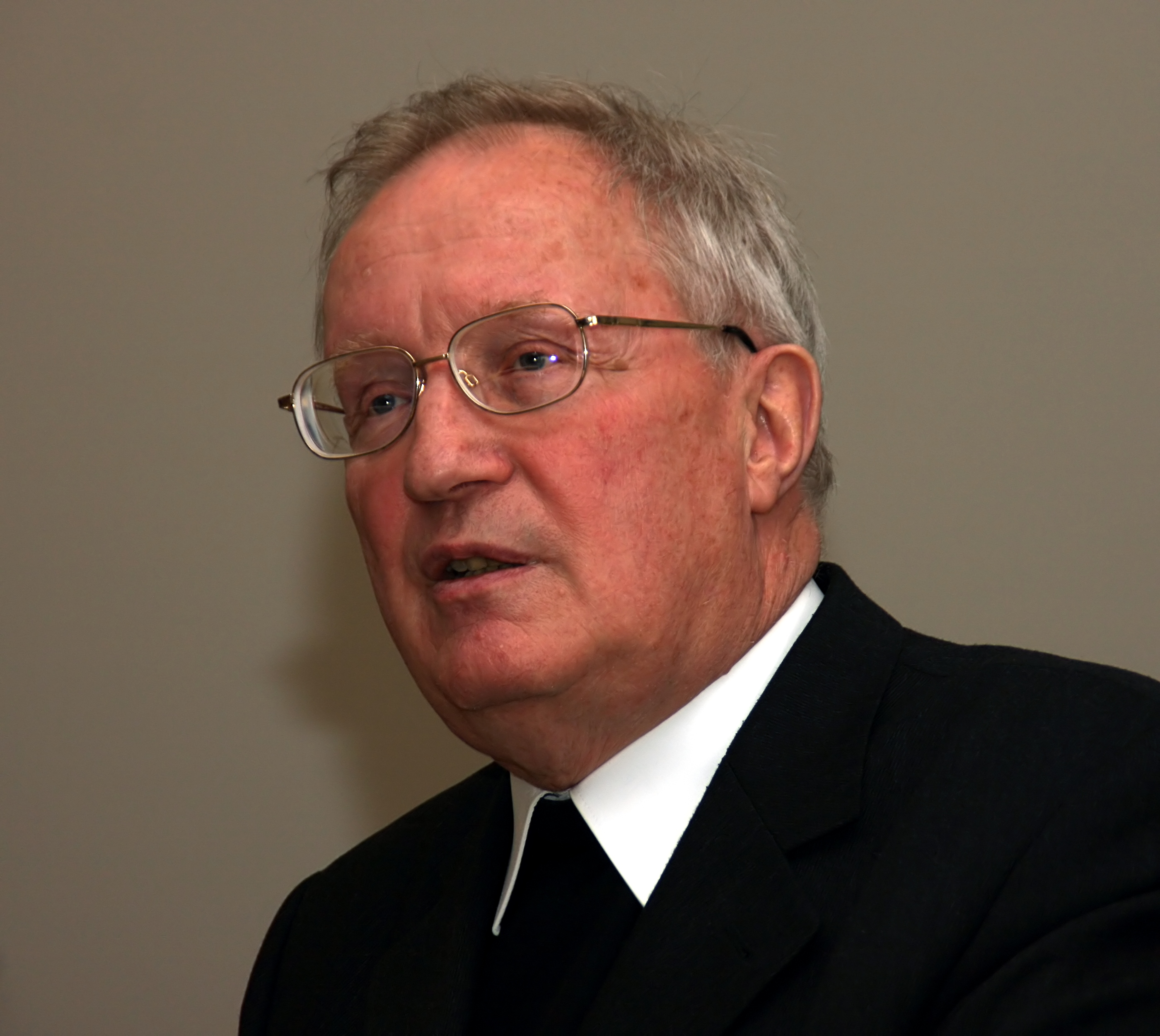
Norbert Trippen (2009)

Norbert Trippen (* 19. Juni 1936 in Düsseldorf; † 19. April 2017 in Köln) war ein römisch-katholischer Geistlicher, Kirchenhistoriker und Hochschullehrer, der auch als Biograph von Josef Kardinal Frings und Joseph Kardinal Höffner bekannt wurde.

## Leben
Norbert Trippen studierte Katholische Theologie an der Universität Innsbruck, an der Rheinischen Friedrich-Wilhelms-Universität Bonn und an der Universität zu Köln; er wurde aktives Mitglied der katholischen Studentenverbindungen KStV Rhenania Innsbruck und KStV Arminia Bonn, beide im KV. Am 12. Juli 1962 empfing er die Priesterweihe durch Kardinal Frings. Nach einer ersten seelsorgerischen Tätigkeit als Kaplan an St. Nikolaus von Tolentino in Rösrath wurde er ab 1966 Assistent des Generalvikars und gleichzeitig Subsidiar an der Liebfrauenkirche in Köln-Mülheim; zwischen 1971 und 1973 engagierte er sich zusätzlich als Referent für die Priesterfortbildung. Von 1968 bis 1971 sowie von 1973 bis 1976 war er für sein Studium, die Promotion und die anschließende Habilitation beurlaubt. Im August 1976 wurde er von Joseph Kardinal Höffner zum Regens des erzbischöflichen Priesterseminars in Köln ernannt, dessen Leitung er bis August 1989 innehatte.
1972 wurde Trippen mit einer Dissertation über Das Domkapitel und die Erzbischofswahlen in Köln 1821–1929 an der katholisch-theologischen Fakultät der Bonner Universität promoviert. Er habilitierte sich dort 1975 mit einer Schrift zum Thema Theologie und Lehramt im Konflikt: Die kirchlichen Maßnahmen gegen den Modernismus im Jahre 1907 und ihre Auswirkungen in Deutschland und lehrte anschließend in Bonn als Privatdozent; 1978 wurde er zum außerplanmäßigen Professor an der Rheinischen Friedrich-Wilhelms Universität Bonn ernannt, wo er bis 2011 als Professor für Mittlere und Neuere Kirchengeschichte lehrte.
Papst Johannes Paul II. verlieh ihm 1981 den Titel Kaplan Seiner Heiligkeit. Von 1986 bis 2011 war Trippen als residierender Domkapitular Mitglied des Kölner Domkapitels; seit 2005 war er auch Pönitentiar. Am 7. Oktober 1992 wurde er von Papst Johannes Paul II. zum Päpstlichen Ehrenprälaten ernannt. Nach dem Tod von Joseph Kardinal Höffner 1987 soll Norbert Trippen nach Angaben aus Kirchenkreisen der Mehrheitskandidat des Kölner Domkapitels für das Amt des Erzbischofs von Köln gewesen sein; Papst Johannes Paul II. ernannte jedoch Joachim Kardinal Meisner.
Von September 1991 bis zu seiner Entpflichtung am 31. Oktober 2001 war Trippen Direktor der Hauptabteilung Schule/Hochschule im Erzbischöflichen Generalvikariat. Zwischen 1986 und 2001 stand er zudem als Präsident dem Borromäusverein vor.
2003/2005 legte Trippen ein umfangreiches zweibändiges Werk über Leben und Wirken des Kölner Erzbischofs Josef Kardinal Frings vor. Im April 2009 erschien der erste Band einer ähnlich ausgelegten biographischen Studie über Frings’ Nachfolger Joseph Kardinal Höffner.
Von 2002 bis 2011 war Trippen zudem Erstansprechpartner für Opfer von sexuellem Missbrauch in römisch-katholischen Einrichtungen des Erzbistums Köln. Dieses Amt legte er zu seinem 75. Geburtstag im Juni 2011 nieder. Trippen war Mitglied der Kommission für Zeitgeschichte.
Trippen starb im April 2017 im Alter von 80 Jahren nach längerem Leiden in einem Hospiz des Erzbistums Köln. Er wurde am 25. April 2017 auf dem Domherrenfriedhof vor dem Ostchor des Hohen Doms zu Köln beigesetzt.

## Schriften
- Ein Brief an Augustin Theiner in Rom aus Anlaß des Streites um die Kölner Erzbischofswahl 1864 1866. In: AHVN 173 (1971), S. 210–218.
- Das Domkapitel und die Erzbischofswahlen in Köln (1821–1929). (= Bonner Beiträge zur Kirchengeschichte, Band 1). Böhlau, Bonn 1972, ISBN 3-412-91972-1.
- Theologie und Lehramt im Konflikt: Die kirchlichen Maßnahmen gegen den Modernismus im Jahre 1907 und ihre Auswirkungen in Deutschland. Herder, Freiburg / Basel / Wien 1977, ISBN 3-451-17496-0.
- Zwischen Zuversicht und Mutlosigkeit. Die Görres-Gesellschaft in der Modernismus-Krise 1907–1914. In: Saeculum 30 (1979) S. 280–292.
- Johannes Kardinal von Geissel (1796-1864). In: Katholische Akademie (Speyer), Archiv des Bistums Speyer (Hrsg.): Erzbischof Johannes von Geissel und Bischof Nikolaus von Weis. Anwälte der Menschen in schwieriger Zeit (= Schriften des Diözesan-Archivs Speyer. Band 21). Pilger Verlag, Speyer 1998, ISBN 978-3-942133-18-0, S. 37–58.
- Josef Kardinal Frings (1887–1978). Ferdinand Schöningh, Paderborn.
  - Band 1: Sein Wirken für das Erzbistum Köln und für die Kirche in Deutschland. (= Veröffentlichungen der Kommission für Zeitgeschichte, Reihe B: Forschungen, Band 94). 2003. ISBN 3-506-79999-1.
  - Band 2: Sein Wirken für die Weltkirche und seine letzten Bischofsjahre. (= Veröffentlichungen der Kommission für Zeitgeschichte, Reihe B: Forschungen, Band 104). 2005. ISBN 3-506-71345-0.
- Joseph Kardinal Höffner (1906–1987). Ferdinand Schöningh, Paderborn.
  - Band 1: Lebensweg und Wirken als christlicher Sozialwissenschaftler bis 1962. (= Veröffentlichungen der Kommission für Zeitgeschichte, Reihe B: Forschungen, Band 115). 2009. ISBN 978-3-506-76700-4.
  - Band 2: Seine bischöflichen Jahre 1962–1987. (= Veröffentlichungen der Kommission für Zeitgeschichte, Reihe B: Forschungen, Band 122). 2012. ISBN 978-3-506-76841-4.